# Yosemite-vízesés

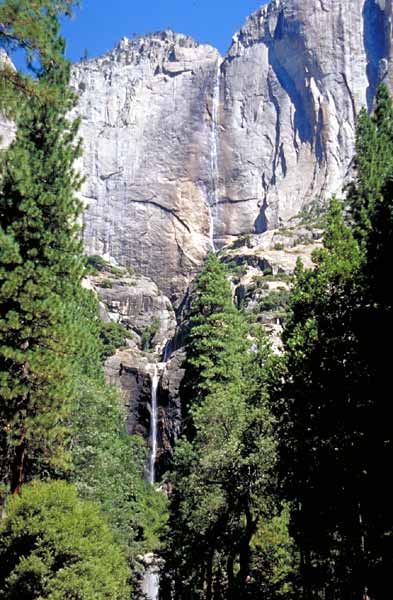

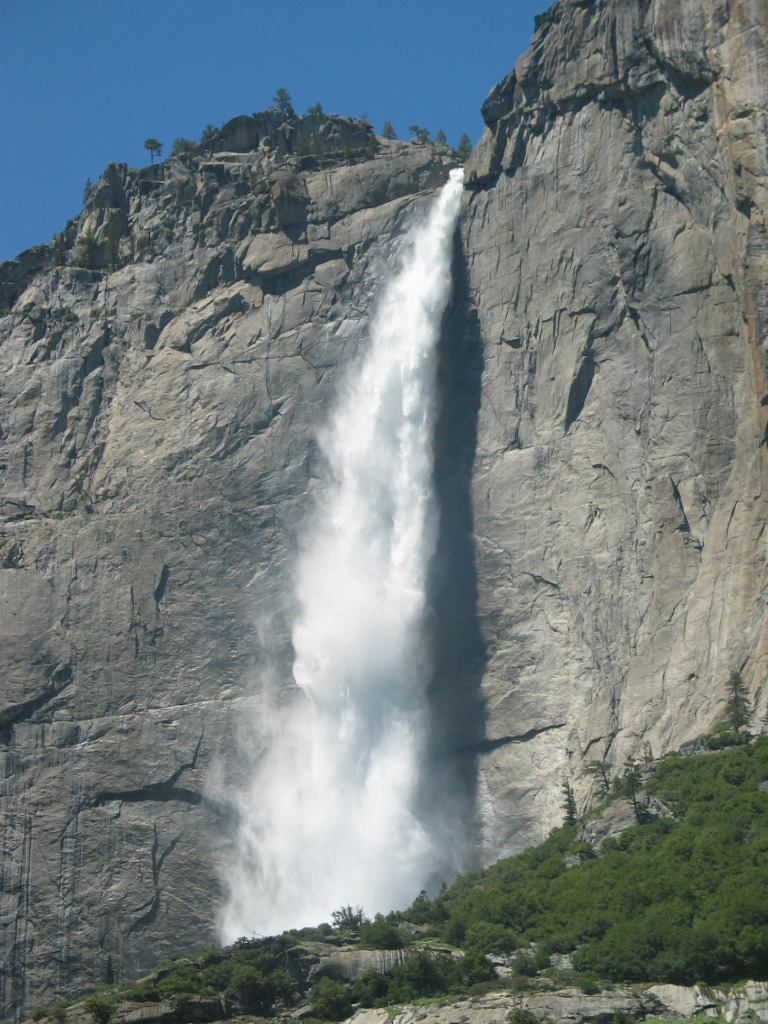

A  Yosemite-vízesés Yosemite Nemzeti Parkban található az Amerikai Egyesült Államok területén, 739 méteres magasságával a világ legmagasabb vízesései közé tartozik.

## Elhelyezkedés
A Yosemite-vízesés a Sierra Nevada hegységben található Kalifornia államban, és Észak-Amerika legmagasabb vízesése. Nevét arról a parkról kapta, amelyben elhelyezkedik. A Yosemite – indián eredetű szó, jelentése grizzly.

## Felépítése
A vízesés három lépcsőből tevődik össze:
- Upper Falls
- Middle Cascades
- Lower Falls

Az első és egyben legnagyobb lépcső a 435 méter magas Upper Falls, ezt követően a víz sok a vízesés aljáról alig látható kisebb vízesésen és zuhogón keresztül még 206 métert tesz meg, ezt a részt nevezik Middle Cascades-nek végül a víz újabb 98 métert esik az úgynevezett Lower Falls lépcsőn és a talajt elérve belefolyik a Merced folyóba.
A vízesés vízhozama meglehetősen változó, a téli csapadék mennyiségétől függ. Szárazabb években késő nyáron többször teljesen kiszáradt már a Yosemite Creek, amely a vízesést táplálja.

## Megközelítése
A Lower Falls könnyen megközelíthető a Merced folyó völgyén keresztül, a vízesés többi része azonban csak egy meglehetősen megerőltető és meredek 5,5 kilométeres gyalogtúrával érhető el.

## Fordítás
- Ez a szócikk részben vagy egészben  a   Yosemite Falls című angol Wikipédia-szócikk fordításán alapul.  Az eredeti cikk szerkesztőit annak laptörténete sorolja fel. Ez a jelzés csupán a megfogalmazás eredetét és a szerzői jogokat jelzi, nem szolgál a cikkben szereplő információk forrásmegjelöléseként.
- Ez a szócikk részben vagy egészben  a   Yosemite Falls című német Wikipédia-szócikk fordításán alapul.  Az eredeti cikk szerkesztőit annak laptörténete sorolja fel. Ez a jelzés csupán a megfogalmazás eredetét és a szerzői jogokat jelzi, nem szolgál a cikkben szereplő információk forrásmegjelöléseként.

## Kapcsolódó szócikk
- Vízesések listája